# Albrecht Hennings
Pour les articles homonymes, voir Hennings.
Albrecht Fritz Karl Gerhard Hennings (né le 20 avril 1920 à Rostock-Warnemünde) est un chef décorateur allemand.

## Biographie
Au début de la Seconde Guerre mondiale, Hennings reçoit une formation professionnelle à la faculté technique de l'université de Rostock avant d'être enrôlé dans le service militaire. Après la fin de la guerre, il commence sa carrière professionnelle dans un bureau d'architecture de Hambourg avant de rejoindre l'industrie cinématographique en 1949 en tant qu'assistant du chef décorateur Herbert Kirchhoff.
En 1953, Hennings devient chef décorateur aux côtés de son collègue Rolf Zehetbauer. Hennings forme une équipe permanente avec Zehetbauer jusqu'en 1955, après quoi il travaille avec d'autres collègues. Début 1961, il fait partie de l'équipe allemande responsable de certaines des décorations cinématographiques de la grande production hollywoodienne Jugement à Nuremberg.
Après 1963, Hennings travaille à la télévision en tant que chef adjoint de l'équipement pour la Hessischer Rundfunk jusqu'à sa retraite. Pour cette station, il conçoit à la fois les décors de spectacles de divertissement (Einer wird gewinnen, Zum Blauen Bock) et de pièces de théâtre télévisées (par exemple la série en plusieurs parties Parkstrasse 13, 1960, et Der Winter, der ein Sommer war, 1976).

## Filmographie
- 1953 : Bezauberndes Fräulein (de)
- 1955 : Hotel Adlon
- 1955 : Du mein stilles Tal
- 1956 : Ich und meine Schwiegersöhne (de)
- 1956 : Mädchen mit schwachem Gedächtnis (de)
- 1956 : La Reine du music-hall
- 1956 : … wie einst Lili Marleen
- 1958 : Der Mann im Strom
- 1959 : Marili (de)
- 1960 : Parkstraße 13
- 1961 : Le Miracle du père Malachias
- 1961 : Zwei unter Millionen
- 1961 : Trop jeune pour l'amour (de)
- 1961 : L'Étrange Comtesse
- 1963 : Signor Rizzi kommt zurück (TV)
- 1963 : Mabuse attaque Scotland Yard
- 1963 : Le Train de Berlin est arrêté